# Karolina Bendera
Karolina Bendera (ur. 17 maja 1975 w Białej Podlaskiej) – polska twórczyni filmów dokumentalnych, reżyser, operatorka filmowa i scenarzystka. Współpracuje też z twórcami filmów fabularnych.

## Filmografia

### Filmy dokumentalne
- 2002: Co dalej z tobą, Karolinko? - realizacja, scenariusz, zdjęcia
- 2003: Dziewczęta z ośrodka - współpraca reżyserska, scenariusz, operator kamery DV
- 2004: Pisklak - współpraca reżyserska
- 2004: Witajcie w domu - współpraca reżyserska
- 2005: Boję się - reżyseria, scenariusz
- 2014 Co dalej z tobą, Karolinko - Norwid i Nicole - realizacja, scenariusz, zdjęcia

### Filmy fabularne
- 2000: Czułość i kłamstwa - asystent reżysera
- 2000: Cześć Tereska - współpraca reżyserska, asystentka reżysera filmu, Roberta Glińskiego[1]
- 2001–2002: Lokatorzy - współpraca reżyserska
- 2005: PitBull - reżyser II
- 2005: Pitbull - reżyser II

## Nagrody
- 2003: Nagroda Publiczności na Festiwalu "Dokument ART" w Neubrandenburg za film Co dalej z tobą Karolinko?
- 2003: Nagroda Prezesa Stowarzyszenia Filmowców Polskich za twórcze przedstawienie rzeczywistości w filmie Co dalej z tobą, Karolinko? na Krakowskim Festiwalu Filmowym (Konkurs Krajowy)
- 2003: Nagroda Specjalna Jury "za wyjątkowy film w Kategorii Dokumentalnej" - Co dalej z tobą, Karolinko? - na International Film Festival for Documentary & Short Films w Ismailii
- 2005: Nagroda Specjalna "Charaktery" za "prawdę i głębię psychologiczną postaci i za wrażliwość psychologiczną twórców" ukazaną w filmie Boję się; przyznana przez redaktora naczelnego miesięcznika "Charaktery" na Ogólnopolskim Niezależnym Przeglądzie Form Dokumentalnych "Nurt" w Kielcach

Karolina Bendera jest wnuczką uczestnika słynnej ucieczki z obozu Auschwitz-Birkenau, Eugeniusza Bendery.